# Mattanza

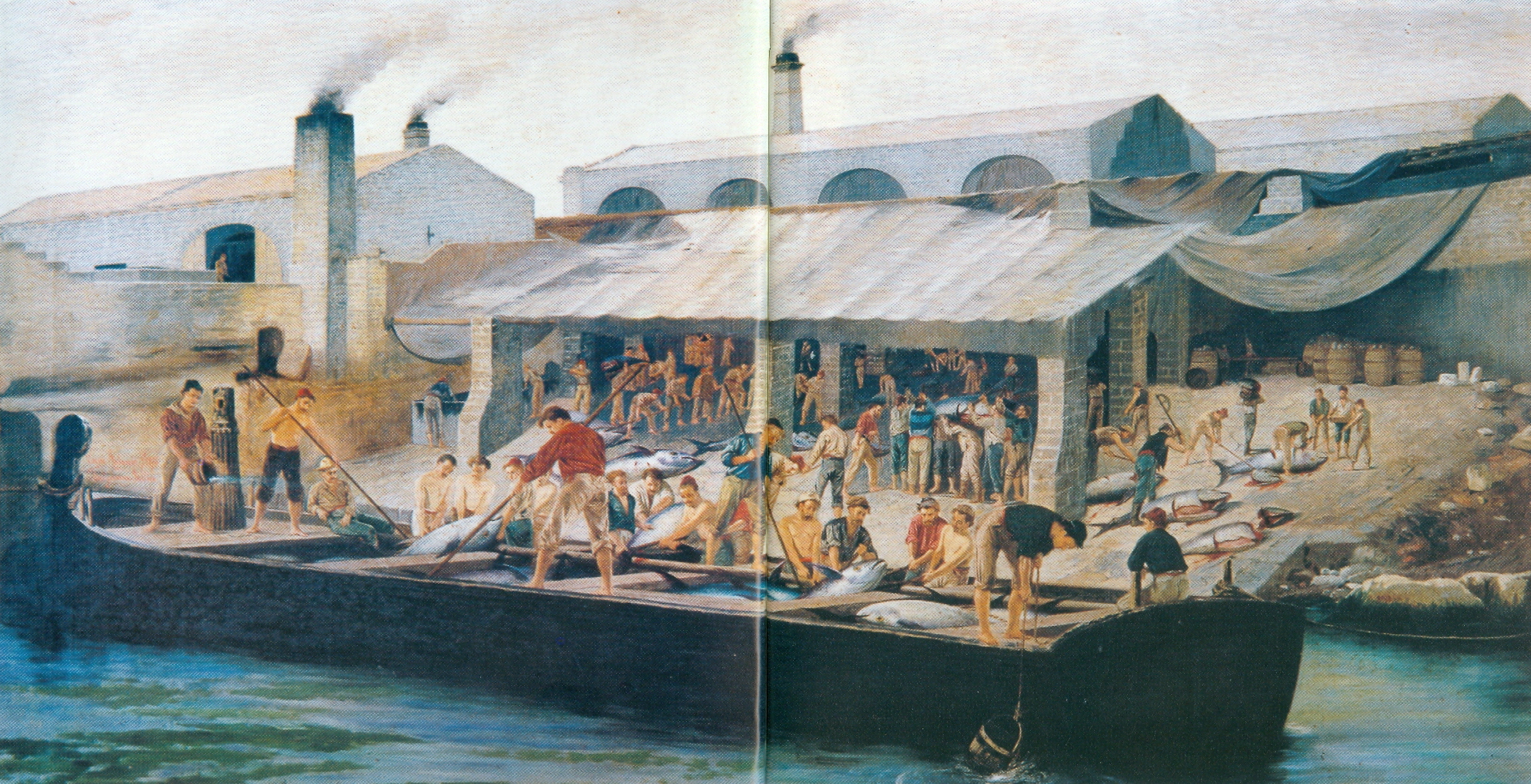
Tonnara auf Favignana an der Westküste Siziliens (Gemälde von Antonio Varni)

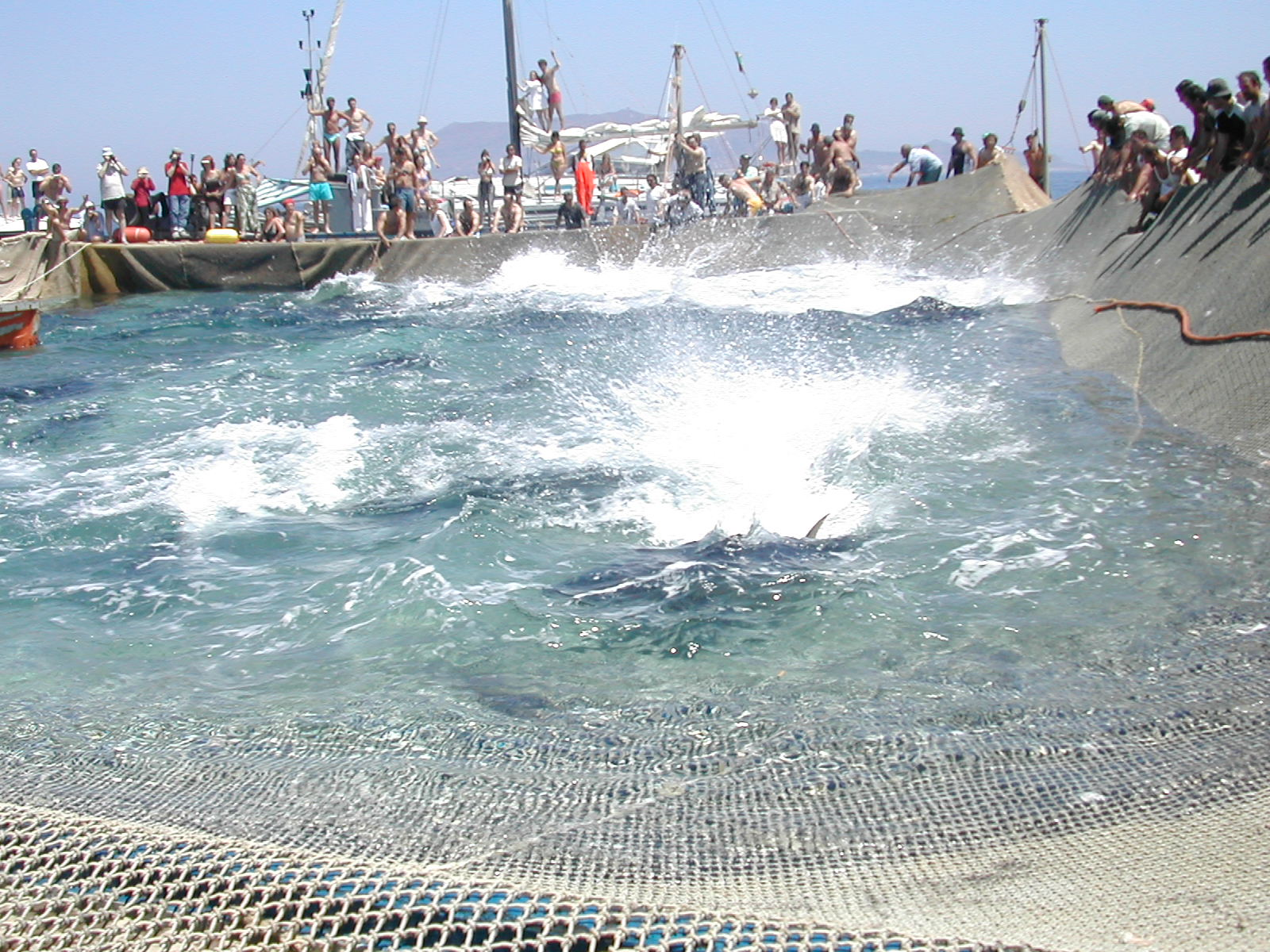
Mattanza auf Favignana

Die Mattanza (it. „Abschlachten“) ist die traditionelle Thunfischjagd vor den Küsten Siziliens und Sardiniens.
Ab März ziehen die Thunfischschwärme durch die Straße von Gibraltar ins Mittelmeer, um ihre Laichgründe aufzusuchen. In Meerengen treiben die Fischer ab Mai vorbeiziehende Fischschwärme in ein System von Netzen, die verschiedene Kammern bilden. Die Thunfische werden durch die Kammern, die immer mehr zusammengezogen werden, bis in die innere Kammer (südital. càmira dâ morti, „Todeskammer“) gelotst, aus der sie dann mit Enterhaken auf die Fischerboote gehoben werden. Der gefangene Thunfisch wird an Land direkt in der tonnara (von tonno, „Thunfisch“) weiterverarbeitet.
Bekannt ist die Mattanza zwischen Trapani auf Sizilien und der Insel Favignana, sowie die von Carloforte und der Isola di San Pietro im Südwesten Sardiniens.
Die Erträge der Mattanza sinken durch die Überfischung der Bestände ständig, sodass die Mattanza heute eher ein touristisches Ereignis ist. 2003 und 2004 konnte sie in Trapani nicht mehr stattfinden. Die Thunfischschwärme wurden bereits vorher durch internationale Fischfangflotten vollständig abgefischt.

## Bedeutung im Zusammenhang mit der Mafia
Der Ausdruck Mattanza wird auf Sizilien auch als Synonym für den Zweiten Mafiakrieg verwendet. Erstmals kam er offenbar bereits als Mattanza di Corleone im Zusammenhang mit den Cosa-Nostra-Auseinandersetzungen 1958 auf. In der Folge wurde dann der von den Corleonesern initiierte blutige Zweite Mafiakrieg, der bis zu 1000 Menschenleben forderte, auch als Mattanza di Palermo bezeichnet.